# Jakob Wahren
Jakob Wahren, född 1784 i Stralsund, död 1846, var en tysk-svensk industriman. Han var farbror till Axel Wilhelm Wahren.
Wahren tillhörde en tysk-judisk släkt, härstammande från staden Waren i Mecklenburg och som under förra hälften av 1700-talet överflyttade till Svenska Pommern. I slutet av nämnda århundrade kom släkten till Sverige, där Wahren och flera av hans ättlingar i Norrköping intog en aktad ställning främst som klädesfabrikanter .